# Стен Кронке
Еноса Стенлі «Стен» Кронке (англ.  Enos Stanley «Stan» Kroenke, нар. 29 липня 1947) — американський підприємець. Його дружина, Анна Волтон, спадкоємиця імперії Wal-Mart. Кронке власник професійної баскетбольної команди «Денвер Наггетс», футбольної команди «Колорадо Репідз» і хокейної команди «Колорадо Евеланш», а також один з основних акціонерів англійського футбольного клубу «Арсенал», і власник 40 % команди «Лос Анджелес Ремз». В даний час проживає у місті Коламбія, Міссурі.

## Біографія
Кронке отримав ступінь бакалавра, бакалавра і магістра ділового адміністрування Університету Міссурі. У 1983 році він заснував Kroenke Group, компанію що займається розвитком нерухомості, яка побудувала безліч магазинів і житлових будівель. Після його одруження на Енн Волтон, його компанія отримала ексклюзивне право на розвиток нерухомості поряд з магазинами Wal-Mart. Він також керуючий THF Realty, незалежної компанії з розвитку нерухомості в пригородах. Кронке заснував цю компанію в Сент-Луїсі в 1991 році.

## Kroenke Sports Enterprises
Кронке один з найважливіших людей у спортивному бізнесі. Як глава Kroenke Sports Enterprises, він володіє 40 % клубу Національної футбольної ліги «Лос-Анджелес Ремз», з моменту переїзду команди в Міссурі в 1995 році. У 2010 році Кронке висловив зацікавлення у придбанні решти акцій команди. У 2000 році він став одноосібним власником команди Національної баскетбольної асоціації «Денвер Наггетс» і Національної хокейної ліги «Колорадо Евеланш», викупивши команду у її колишнього власника Чарлі Лайонза. У 2002 році він разом з легендою американського футболу Джоном Ілуеєм і Петом Боуленом купив команду «Колорадо Реш». У 2004 році він продовжив зростання своєї спортивної імперії, купивши команду Національної ліги лакросу «Колорадо Мамут» і команду MLS «Колорадо Репідз» у Філа Аншультца.
Sports Enterprise також є власником «Пепсі Центру» і співвласником Dick's Sporting Goods Park в Соммерсі, Колорадо, який був побудований його компанією. У 2004 році Кронке запустив кабельний канал Altitude Sports and Entertainment, який показує всі ігри команд, власником яких є Кронке. Кронке також заснував компанію з продажу квитків TicketHorse.